# Францішек Руссиян
Францішек Руссиян гербу Наленч (1706 — вересень 1788, Бар) — польський шляхтич, римсько-католицький релігійний діяч.

## Життєпис
Походив з родини, що осіла в Галичині. Охрещений 6 квітня 1706 року. До ордену домініканців вступив у Підкамені, тут 4 серпня 1721 отримав «габіт». Новіціят відбув під керівництвом кс. Ґабріеля Іздебського, 4 липня 1722 склав «шлюб законний». Теологічні студії почав у Пінську, від 7 серпня 1727 продовжив у Львові в «Генеральному студіумі». Звідси був висланий у серпні 1728 до Колегіуму святого Томи (Рим) як один зі студентів фундації Якуба Брахманського. Іспит з вільних мистецтв склав 21 квітня 1730 в Римі, отримав дозвіл викладати в «Генеральних студіях» у Львові. 28 серпня 1730 склав тут повторний іспит, почав викладати філософію. Потім тут став магістром, «бурсаром». У 1737—1742 роках — пріор конвенту в Бродах.
Близько 1740 року виконував обов'язки теолога та капелана Юзефа Потоцького. Безсумнівно, під його впливом Ю. Потоцького прийняв «габіт» терціяра-домініканця. 1740 року капітула ордену доручила продовжити працю Ш. Окольского «Orbis Polonus». Зв'язки з Потоцькими сприяли його кар'єрі. Напевне, очевидно, брав участь у заснуванні в Підкамені «Генеральних студій» — другого навчального закладу в Руській провінції ордену. 1746 року генерал домініканців надав йому найвище наукове звання — магістра теології. На капітулі в Пінську 20 жовтня 1748 став провінціялом Руської провінції ордену. 1749 року: брав участь у реалізації фундації Ю. Потоцького для кляштору домініканців у Тернополі; написав прохання до Папи коронувати чудотворну ікону Богоматері в костелі домініканців Львова (церемонія відбулась 1 липня 1751 року, виголосив тригодинну промову). 1751 року обраний дефінітором генеральної капітули у Львові.
На межі 1753—1754 став пріором Підкамінського монастиря, де також викладав теологію. 1756 року брав участь в генеральній капітулі домініканців у Римі (зібрав кошти для купівлі монстранції до Підкаменя). Для монастиря тут зібрав чимало коштів також від Коссаковських, було побудовано каплицю святого Роха (на Сеньці). Наприкінці 1769 знову став пріором. На жаль, не зміг завадити пограбуваню монастиря москалями. 1772 року знову обраний дефінітором капітули провінціальної у Львові. Найправдоподібніше, 1775 року був переведений до Летичева.
Помер у монастирі в Бару у вересні 1788 року. Перед 1939 роком його портрети були в Підкамені та «Оссолінеумі» Львова.